# Kowalscy kontra Kowalscy
Kowalscy kontra Kowalscy – polski serial komediowo-obyczajowy, emitowany na antenie Polsatu od 6 marca 2021 roku do 28 maja 2022.
Serial powstał w oparciu o rosyjski sitcom pt. Iwanowy-Iwanowy (ros. Ивановы-Ивановы) z 2017 roku w reżyserii Antona Fiedotowa, Andrieja Elinsona, Fiodora Stukowa i Siergieja Znamienskiego, wyprodukowanego dla stacji STS. W oryginalnej produkcji rolę bogatych Iwanowów zagrali Siergiej Burunow, Aleksandra Fłorinska i Aleksiej Łukin, natomiast w rolę ubogich wcielili się Michaił Truchin, Anna Ukołowa i Siemion Trieskunow.

## Obsada

### Obsada główna
| Aktor                 | Rola                   |
| --------------------- | ---------------------- |
| Piotr Adamczyk        | Piotr Kowalski         |
| Marieta Żukowska      | Anna Orłowska-Kowalska |
| Wojciech Mecwaldowski | Henryk Kowalski        |
| Katarzyna Kwiatkowska | Jadwiga Kowalska       |
| Paweł Wawrzecki       | Zenon Kowalski         |
| Patryk Cebulski       | Janek Kowalski         |
| Jakub Zdrójkowski     | Nikodem Kowalski       |

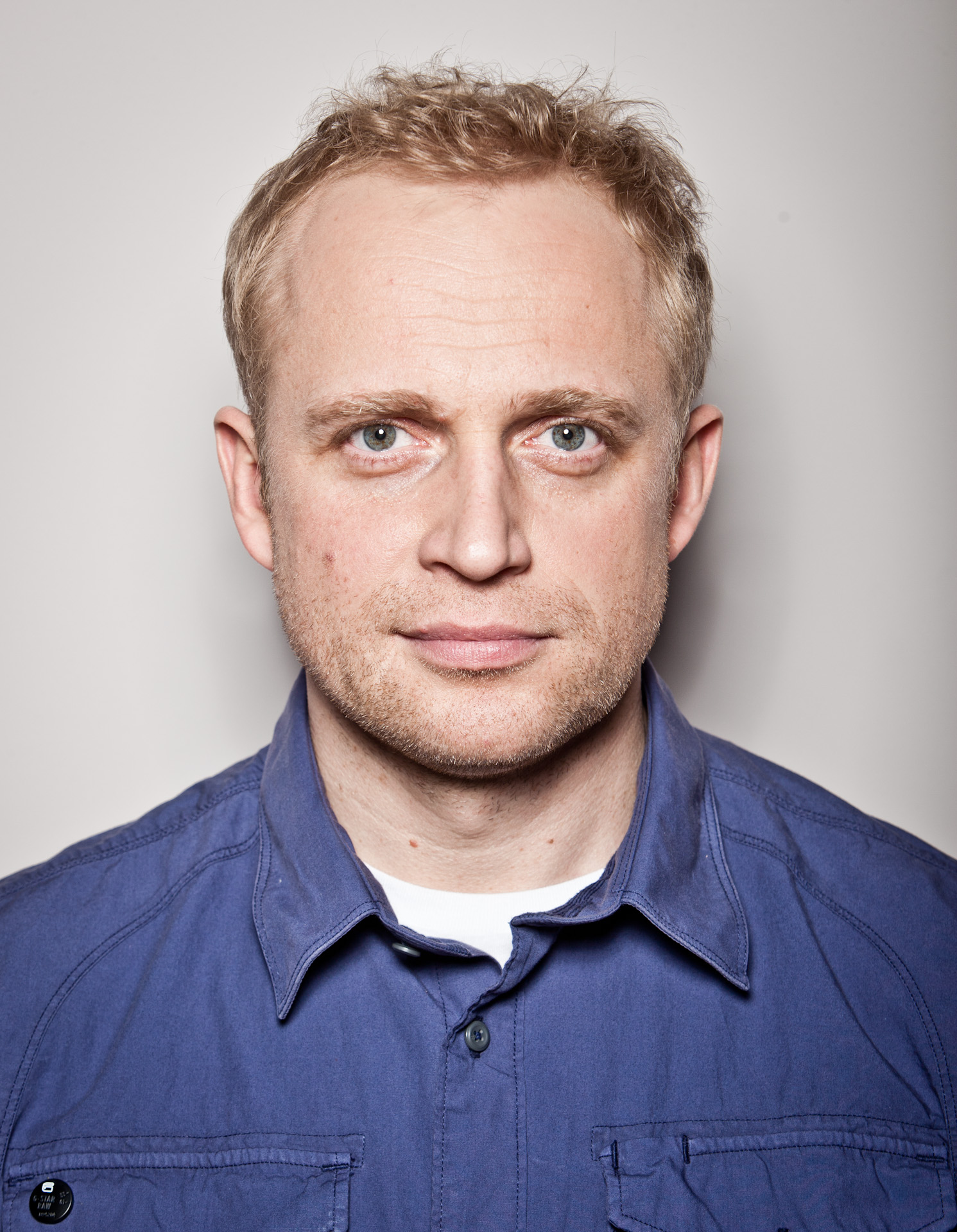
Piotr Adamczyk (Piotr Kowalski)
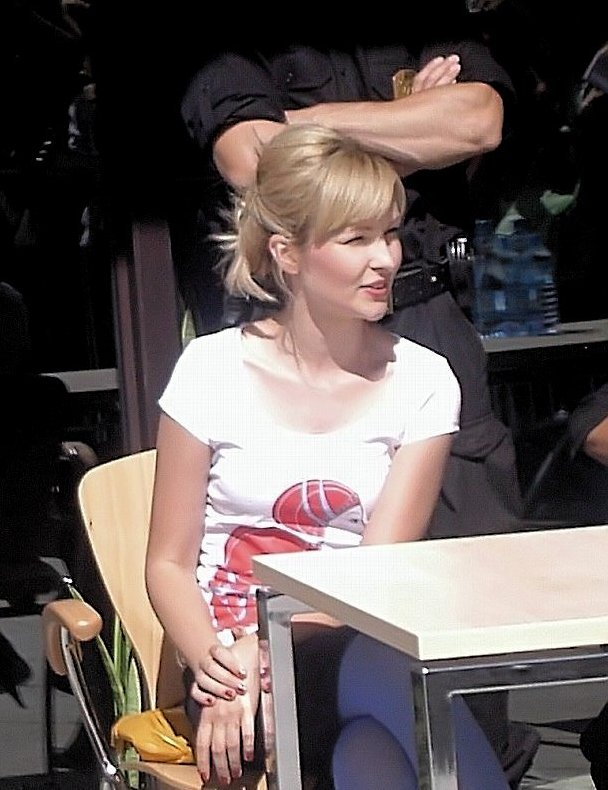
Marieta Żukowska (Anna Orłowska-Kowalska)
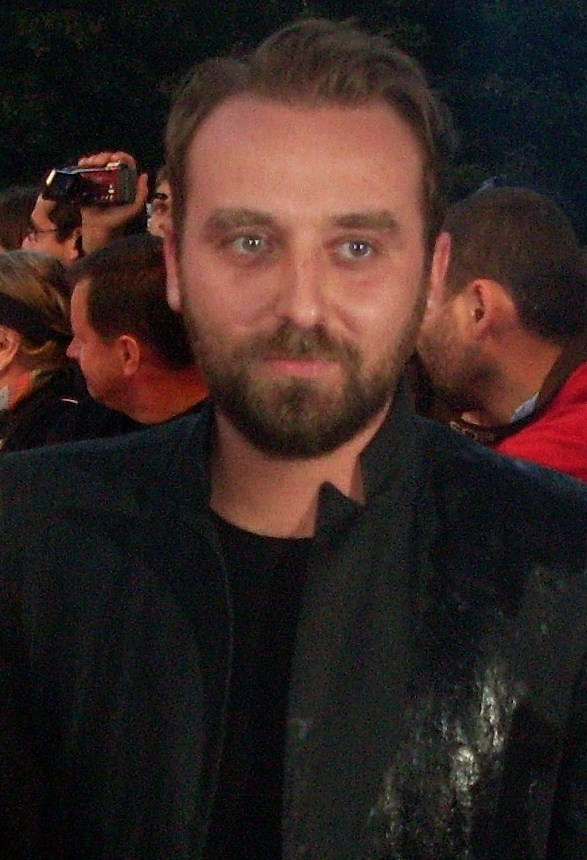
Wojciech Mecwaldowski (Henryk Kowalski)
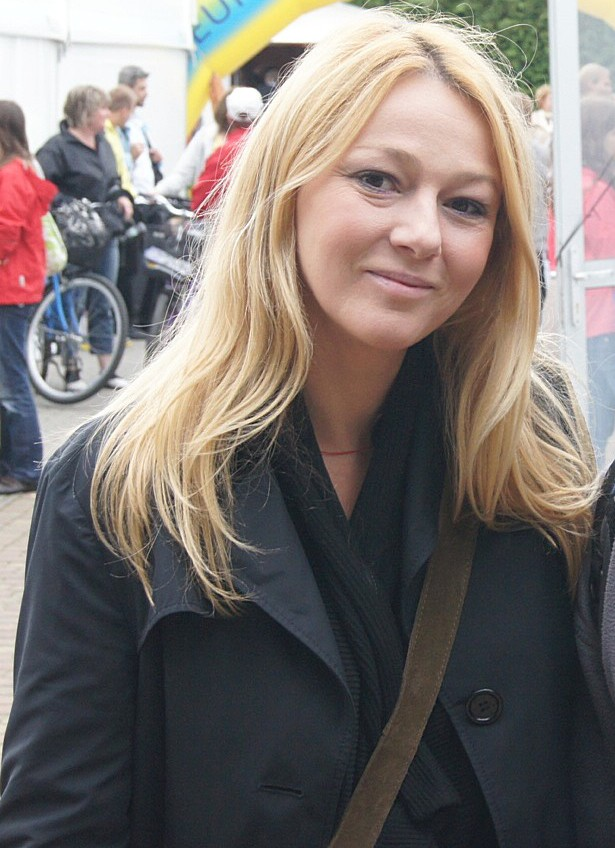
Katarzyna Kwiatkowska (Jadwiga Kowalska)
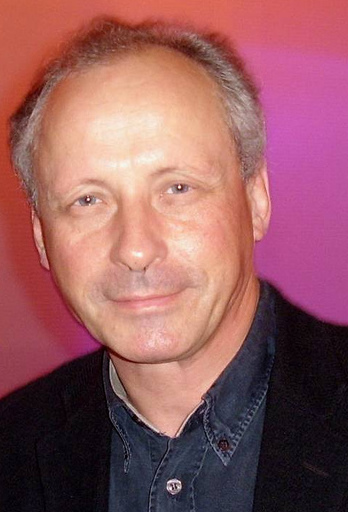
Paweł Wawrzecki (Zenon Kowalski)
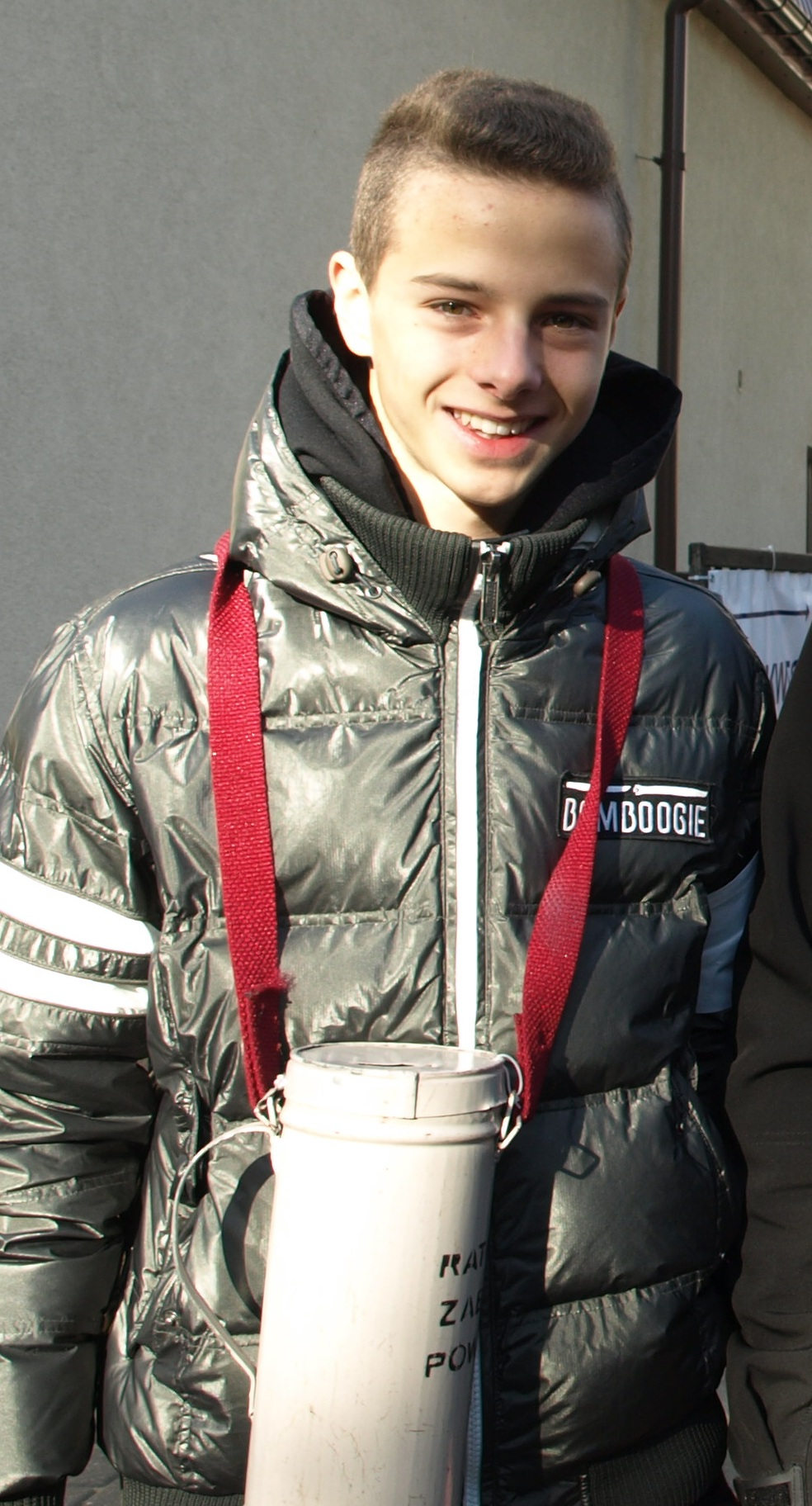
Jakub Zdrójkowski (Nikodem Kowalski)

### Obsada drugoplanowa
| Aktor                       | Rola                      | Seria |
| --------------------------- | ------------------------- | ----- |
| Elżbieta Firek-Wójcik       | Kasia, służąca Kowalskich | 1–2   |
| Kazimierz Mazur             | doktor Sławomir Janiak    | 1–2   |
| Mikołaj Cieślak             | Hamlet Wołodyjowski       | 1–2   |
| Joanna Orleańska            | Milana Wołodyjowska       | 1–2   |
| Wiktoria Gąsiewska          | Ofelia „Ela” Wołodyjowska | 1–2   |
| Bartosz Obuchowicz          | Stefan                    | 1–2   |
| Martyna Solska              | Diana                     | 1–2   |
| Przemysław Bluszcz          | Albert                    | 1–2   |
| Leszek Żukowski             | Grzechu                   | 1–2   |
| Michał Zakrzewski           | Tadziu                    | 1–2   |
| Andrzej Kłak                | komornik Stachu           | 1–2   |
| Arkadiusz Nader             | komendant Wacek           | 1–2   |
| Anna Czartoryska-Niemczycka | Laura                     | 1–2   |
| Jerzy Bończak               | Józef Orłowski            | 2     |

## Spis serii
Uwaga: tabela zawiera informacje odnoszące się wyłącznie do pierwszej emisji telewizyjnej; nie uwzględniono w niej ewentualnych prapremier w serwisach internetowych (np. Polsat Box Go).
| Seria | Seria | Odcinki    | Sezon       | Początek emisji | Koniec emisji | Pora emisji          | Średnia oglądalność |
| ----- | ----- | ---------- | ----------- | --------------- | ------------- | -------------------- | ------------------- |
|       | 1.    | 1–20 (20)  | wiosna 2021 | 6 marca 2021    | 8 maja 2021   | sobota 20.05 i 20.35 | 1,45 mln            |
|       | 2.    | 21–44 (24) | wiosna 2022 | 5 marca 2022    | 28 maja 2022  | sobota 20.05 i 20.35 | 890 tys.            |

## Produkcja
Zdjęcia do serialu ruszyły 7 czerwca 2020 roku. W obsadzie znaleźli się: Piotr Adamczyk, Marieta Żukowska, Wojciech Mecwaldowski, Katarzyna Kwiatkowska, Patryk Cebulski, Jakub Zdrójkowski, Wiktoria Gąsiewska, Paweł Wawrzecki, Mikołaj Cieślak, Joanna Orleańska i Bartosz Obuchowicz.
26 maja 2021 rozpoczęły się zdjęcia do drugiego sezonu serialu. Do obsady dołączył Jerzy Bończak. W czerwcu 2022 kierownictwo Polsatu poinformowało o przerwaniu nagrań do trzeciej serii, kończąc tym samym tworzenie serialu z uwagi na fakt, że produkcja powstaje na rosyjskiej licencji, a Rosja dokonała inwazji zbrojnej na Ukrainę.